# 2025년 동계 아시안 게임 일본 선수단
2025년 동계 아시안 게임 일본 선수단은 2025년 2월 7일부터 14일까지 중화인민공화국 하얼빈에서 열리는 2025년 동계 아시안 게임에 참가중인 일본 선수단이다.

## 선수단
아래 표는 종목별, 성별 일본 대표단 선수 수이다.
| 종목             | 남자 | 여자 | 합계 |
| ---------------- | ---- | ---- | ---- |
| 바이애슬론       | 5    | 5    | 10   |
| 쇼트트랙         | 6    | 6    | 12   |
| 스노보드         | 4    | 6    | 10   |
| 스키마운티니어링 | 3    | 4    | 7    |
| 스피드스케이팅   | 10   | 9    | 19   |
| 아이스하키       | 23   | 23   | 46   |
| 알파인스키       | 4    | 4    | 8    |
| 컬링             | 6    | 6    | 12   |
| 크로스컨트리     | 5    | 5    | 10   |
| 프리스타일       | 6    | 4    | 10   |
| 피겨스케이팅     | 6    | 6    | 12   |
| 합계             | 78   | 73   | 151  |

## 종목별 성적

### 바이애슬론
남자
- 고보노키 쓰카사
- 니시모토 히노키
- 다치자키 미키토
- 야마모토 마사하루
- 오지마 기요마사
- 후쿠다 히카루

여자
- 다케우치 미코토
- 사사키 미사
- 사토 아오이
- 이와사 가나하

### 쇼트트랙
남자
- 기쿠치 고타
- 마쓰즈 슈타
- 사이토 슌
- 오치 다이토
- 이리에 오스케
- 후루카와 쓰바사

여자
- 나가모리 하루나
- 미야시타 미유
- 시마네 구루미
- 시마다 리나
- 이누즈카 리호
- 이시카와 유키

### 스노보드
남자
- 무라카미 고노스케
- 미나미야 하나토
- 시게노 슈이치로
- 야마다 류세이

여자
- 구도 리세
- 도미타 세나
- 모리이 기아라
- 시미즈 사라
- 이시모토 스즈카
- 이시이 히마리

### 스키마운티니어링
남자
- 엔도 겐타
- 시마 도쿠타로
- 히라바야시 아리

여자
- 다나카 유리에
- 다키자와 소라
- 우스이 나쓰미

### 스피드스케이팅
남자
- 가사하라 고타로
- 고지마 료타
- 구라쓰보 가쓰히로
- 군지 잇사
- 기타하라 이오리
- 마쓰이 야마토
- 모리노 다이요
- 모리시게 와타루
- 모토나가 아리토
- 야마다 가즈야
- 야마다 마사야

여자
- 고사카 린
- 구보 안나
- 닛타 교코
- 다카하시 유카
- 야마네 가코
- 야마다 리오
- 오노데라 유나

### 아이스하키
남자
여자

### 알파인스키
남자
- 고야마 다카유키
- 가마다 네오
- 기리쿠보 진로
- 야마나카 아라타

여자
- 마에다 지사키
- 사카이 마리아
- 와타나베 에렌
- 이시바시 미키

### 컬링
남자
- 교토 린
- 미야 오스케
- 아오키 료
- 와타나베 하루키
- 헨미 아유무

여자
- 마쓰나가 아이
- 미우라 유이나
- 사쿠마 유나
- 야스이 스즈네
- 이케다 하나

믹스더블
- 고아나 도리
- 아오키 고

### 크로스컨트리
남자
- 모리구치 쇼타
- 야마시타 하루키
- 오타키 휴가
- 우다 다카쓰구
- 하부키 유이토

여자
- 고바야시 지카
- 미야자키 히카리
- 야마모토 마유
- 하타케야마 가렌

### 프리스타일
남자
- 가사무라 라이
- 나카가와 유타
- 마쓰우라 도마
- 사토 가슈
- 이가라시 하루토
- 이토 루카

여자
- 곤도 가논
- 스가와라 기호
- 이가라시 루나
- 이가라시 유나

### 피겨스케이팅
남자 싱글
- 가기야마 유마
- 사토 슌

여자 싱글
- 사카모토 가오리
- 요시다 하나

페어
- 모리구치 스미타다 & 나가오카 유나
- 혼다 루카스 쓰요시 & 시미즈 사에

아이스댄스
- 모리타 마사야 & 요시다 우타나
- 니시야마 신고 & 다나카 아즈사